# Almenhof (Mannheim)
Almenhof ist ein Stadtteil von Mannheim im Stadtbezirk Neckarau um den 48er Platz herum mit ca. 6800 Einwohnern.

## Lage
Der Stadtteil liegt etwas südlich der Innenstadt zwischen den Stadtteilen Lindenhof im Nordwesten, Schwetzingerstadt im Norden, Neuhermsheim im Osten,  Neckarau im Süden und dem Niederfeld im Westen. Der Almenhof hat eine gute Verkehrsanbindung und Nahversorgung mit Geschäften, Ärzten und Kinderbetreuungseinrichtungen. Durch die unmittelbare Nachbarschaft zu Neckarau ist zudem eine Freizeit- und Vereinsstruktur gegeben. Die Nähe zum Rhein und zum Waldpark ermöglicht Erholung und Sport.

## Geschichte

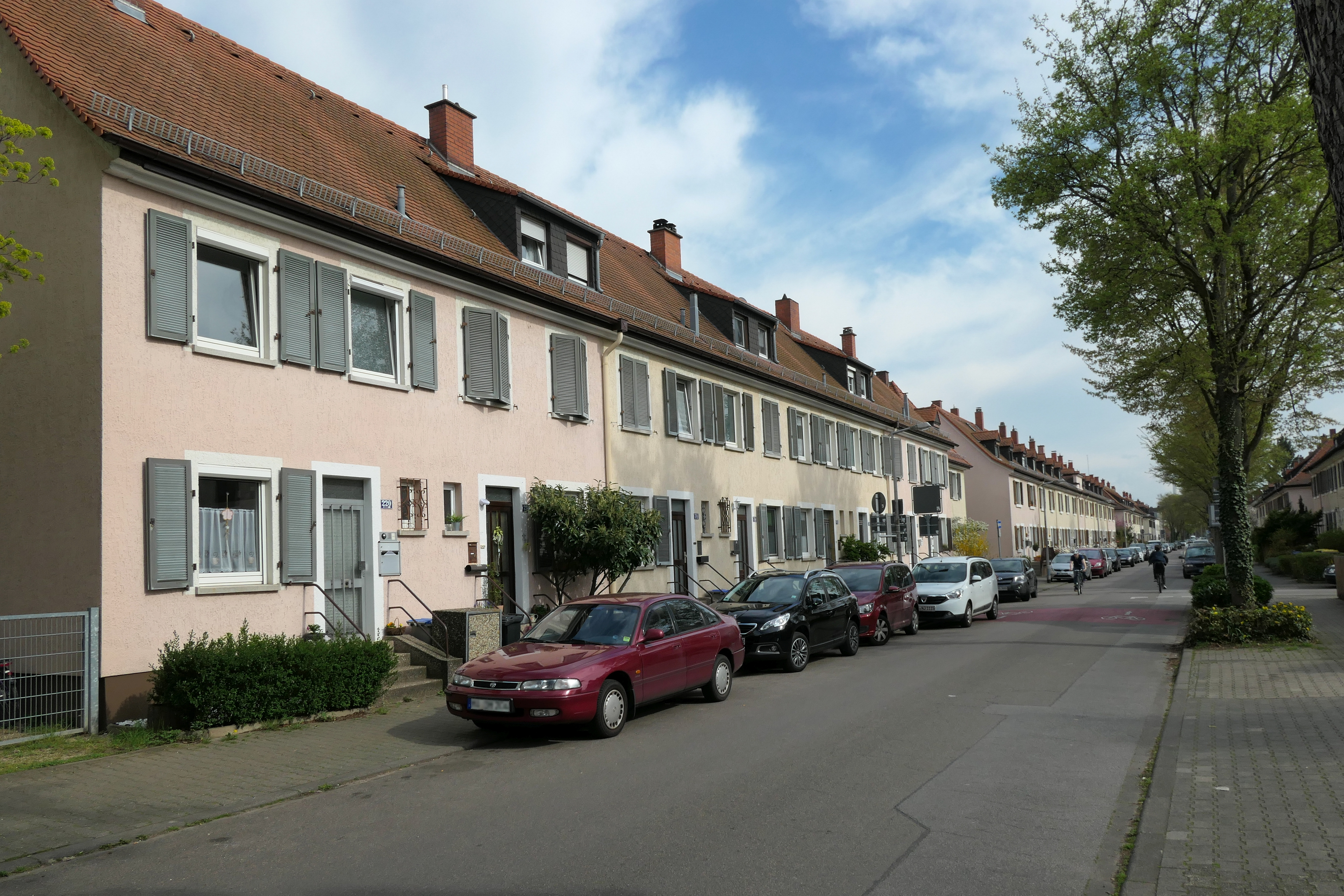
Häuser aus den 1920er Jahren in der Mönchwörthstraße

Der Name Almenhof geht auf einen örtlichen Gewannnamen („Almend“) am nördlichen Ende der heutigen Mönchwörthstraße zurück. Aliment, Almend, Alm(en) in unterschiedlichen Schreibweisen und Abwandlungen ist, aus Latein und Mittelhochdeutsch entstanden, eine alte Bezeichnung für Gemeindebesitz in Dorf, Feld, Wald und Wasser, die sich in mehreren Mannheimer Flurnamen wiederfindet.
Die Gartenstadt-Genossenschaft nahm diese Bezeichnung auf und beschloss 1921, auf den ehemaligen Wiesen eine Siedlung zu bauen, die sie Almenhof nannte. Die Planungen führte der Architekt Max Schmechel durch. Von Juni 1921 bis Anfang 1923 wurden zunächst 50 Einfamilienhäuser in der Mönchwörthstraße errichtet. Ab 1925 richtete sich das Konzept auf kostengünstigere, mehrstöckige Mehrfamilienhäuser und es entstanden auch Wohnblöcke. Insgesamt errichtete die Gartenstadtgenossenschaft 450 Wohnungen in der durch Gärten, Vorgärten und öffentliche Grünanlagen aufgelockerten Siedlung. Nach der Weltwirtschaftskrise wurde die Siedlung in den 1930er Jahren durch private Bautätigkeit stark Richtung Neckarau erweitert und im Zuge dessen der Gießen, ein ehemaliger Rheinarm, der im Bereich des jetzigen Almenhof verlief, zugeschüttet. Das rasante Wachstum wird an der Bevölkerungsstatistik deutlich, die 1859 Einwohner in 1930 verzeichnet, für 1939 bereits 7810.
Für den 48er Platz in der Mitte des Almenhofs war die Revolution von 1848 Namensgeber. Auch die dort neu geplanten Straßen um den 48er Platz wurden nach ausgewählten Protagonisten der Revolution benannt, zumal Valentin Streuber, Lorenz Brentano, Heinrich Hoff oder Friedrich Hecker selbst Mannheimer waren. Außerdem tragen Straßen und Plätze des Stadtteils Namen der Arbeiterbewegung wie Karl Marx, August Bebel und Rosa Luxemburg.
Nach dem Zweiten Weltkrieg war der Stadtteil, unmittelbar am Werk der Heinrich Lanz AG gelegen, großflächig zerstört und musste wieder aufgebaut werden. Im ehemaligen Luftschutzbunker waren nach dem Krieg zunächst deutsche Kriegsgefangene interniert. 1947 betreute die Caritas dort junge Männer, überwiegend Flüchtlinge aus ehemaligen deutschen Gebieten in Osteuropa. 1948 übernahmen die Salesianer den Bunker als Lehrlingswohnheim.

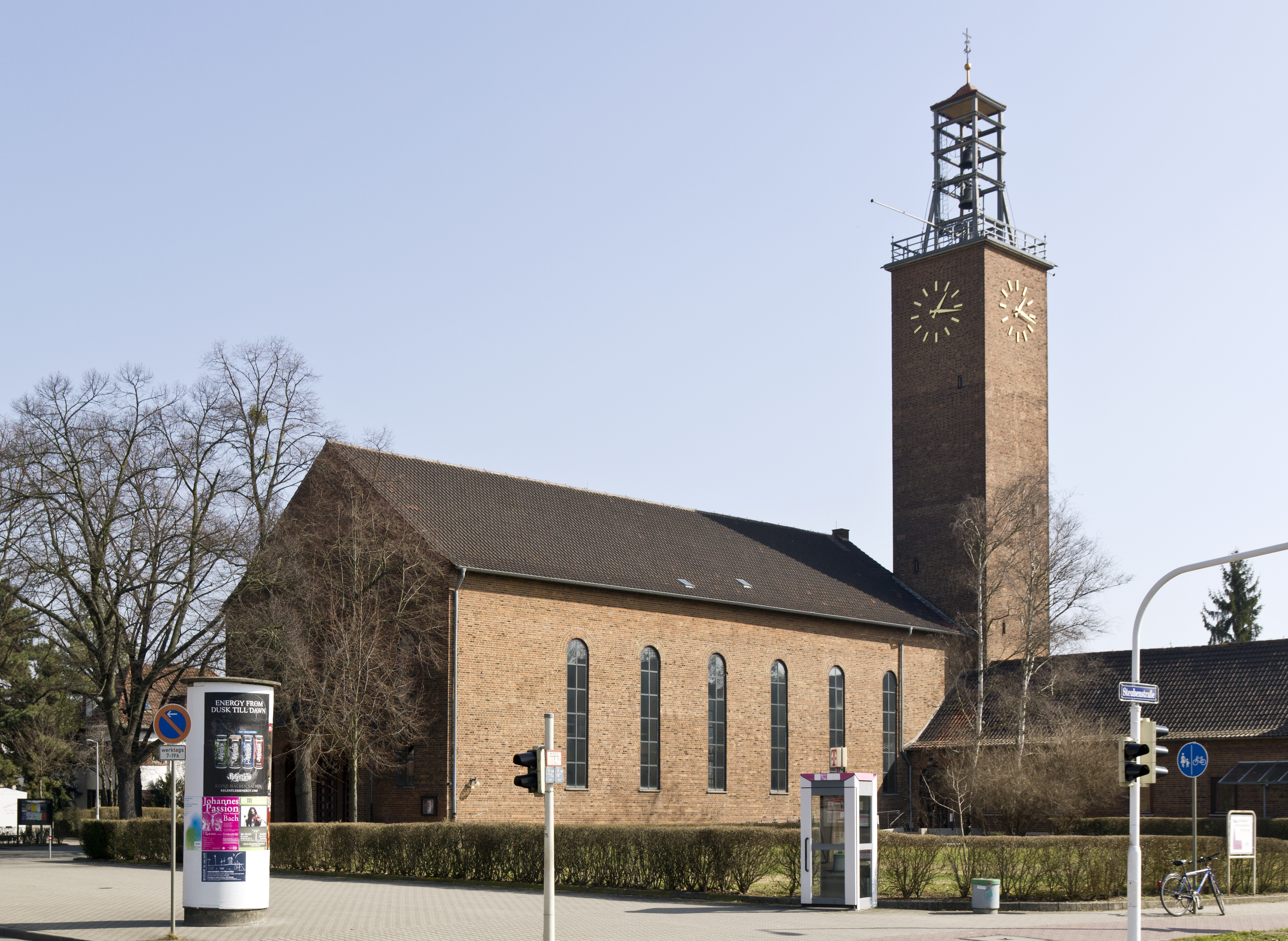
Markuskirche

Seit 1979 hatte das Goethe-Institut Mannheim-Heidelberg seinen Standort im Niederfeld unmittelbar angrenzend an den Almenhof. Ende September 2014 erfolgte der Umzug in ein ehemaliges Industriegelände im Stadtteil Almenhof. In unmittelbarer Nähe hat auch das Unternehmen Bilfinger SE einen Hauptsitz, der sich vorher an der Augustaanlage befand.

## Kirchen

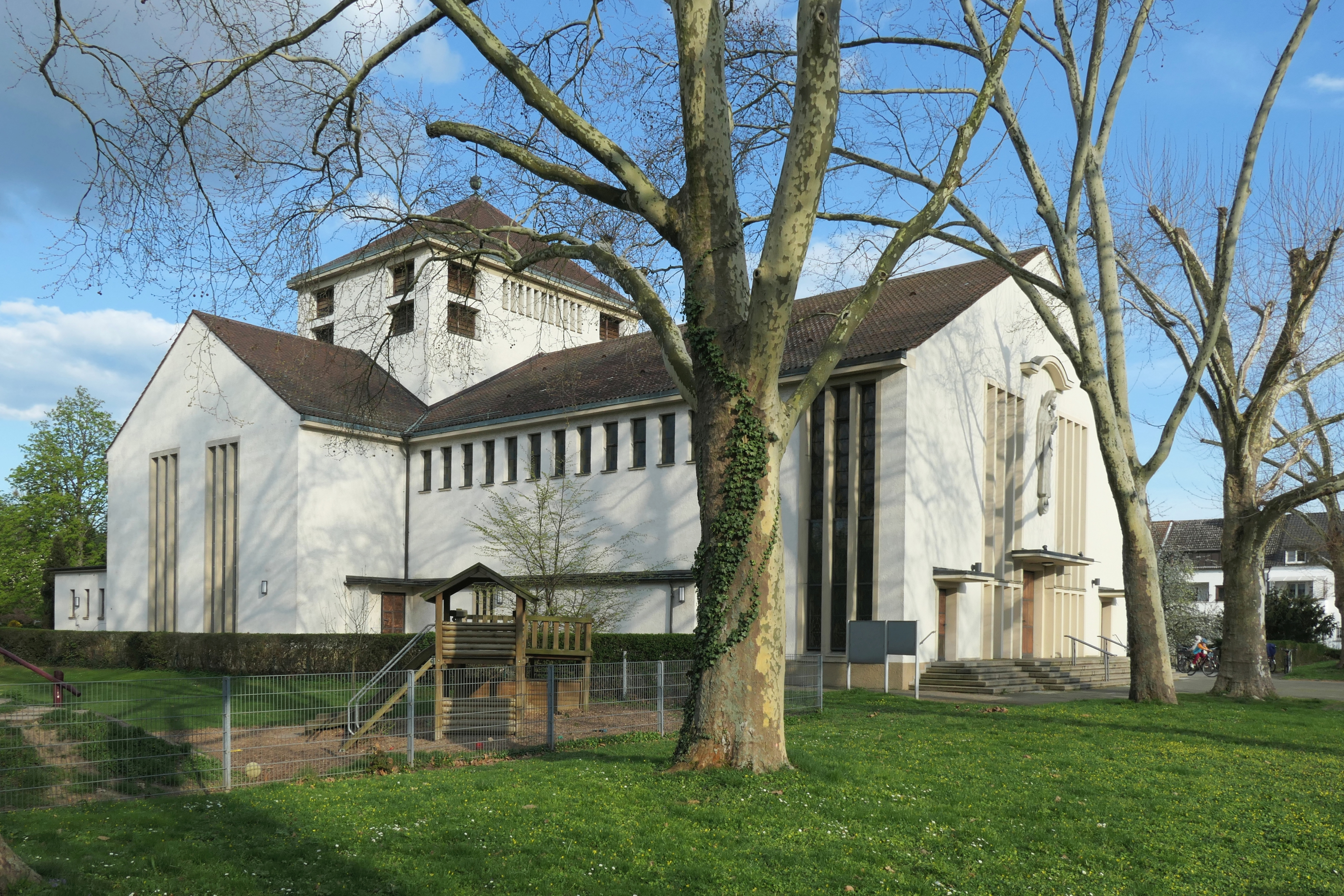
Maria-Hilf-Kirche

Im Stadtteil Almenhof gibt es eine evangelische und eine katholische Kirche.
Die evangelische Markuskirche entstand 1938 nach den Plänen von Max Schmechel, wurde im Krieg bei Fliegerangriffen mehrfach beschädigt und brannte 1944 bis auf die Außenmauern ab. Sie wurde 1951 wieder aufgebaut und ist bis heute ein Wahrzeichen des Stadtteils Almenhof. Die 2024 profanierte Lukaskirche schuf 1967 Carlfried Mutschler.
Die Maria-Hilf-Kirche galt bei ihrer Einweihung 1954 als eindrucksvollster katholischer Bau der Mannheimer Nachkriegszeit.

## Der 48er Platz
Das Herzstück des Almenhofs bildet der 48er Platz als zentraler öffentlicher Sport- und Spielplatz. Eltern- und Bürgerinitiativen setzen sich seit Jahren für seinen Erhalt ein und unterstützen die Anlage mit Spenden und sozialem Engagement. Der 48er Platz bietet neben einem Sportplatz mit Aschenbahn zwei Spielplätze, eine große Rasenfläche, eine Boulebahn, einen Basketballplatz, zwei Tischtennisplatten und eine Skate- und Hockeyfläche. Der 48er Platz hat sich zu einem Treffpunkt für Jung und Alt entwickelt. Jedes Jahr findet dort das 48er-Fest, ein Stadtteil-Fest, mit über 1000 Besuchern statt. Eine Bürgerinitiative hat sich gebildet, um die Pläne der Stadtverwaltung, den alten Bunker abzureißen und den Platz zu bebauen, zu verhindern.